# Rudy Rutherford
Elman „Rudy“ Rutherford (* 18. Juni 1924 in Arizona; † 31. März 1995 in New York City) war ein US-amerikanischer Jazzmusiker (Alt- und Baritonsaxophon, Klarinette) der späten Swingära.

## Leben und Wirken
Rutherford begann seine Musikerkarriere Ende der 1930er-Jahre in der lokalen Jazzszene Detroits; bis 1943 spielte er u. a. auch bei Lionel Hampton (ohne jedoch an Aufnahmen beteiligt zu sein). Von 1943 bis Ende des Jahrzehnts spielte er im Count Basie Orchestra, in dem er Jack Washington ersetzte. Mit der Basie-Band entstanden auch erste Plattenaufnahmen („Jumpin’ at the Woodside“); Verwendung fand er meist als Altklarinettist, aber auch als Baritonsaxophonist; er steuerte zum Repertoire der Band das mit Freddie Green komponierte Stück „High Tide“ (1945) bei. Daneben wirkte er auch bei Aufnahmen von Dinah Washington/Lionel Hampton, Billy Eckstine, Earl Warren, Lucky Thompson, Russell Jacquet, 1947 in Detroit bei Gene Nero und Tina Dixon mit; dort spielte er in den frühen 50ern auch mit Tommy Flanagan, Barry Harris und 1962 mit Jimmy Greene.
Er blieb auch bei Basie, als dieser seine Bigband 1948/49 auflösen musste und mit einem Oktett weiterarbeitete. Ende der 50er-Jahre arbeitete er bei Dicky Wells, Jimmy Mundy, Big Maybelle, Harold Austin, Wilbur DeParis und Sy Oliver; mit Big Joe Turner, Benny Goodman und Chuck Berry trat er 1958 auf dem Newport Jazz Festival auf. In den 60ern spielte er noch mit Sir Charles Thompson, Buddy Tate (mit dem er 1964 auf Tournee ging) und mit der Sängerin Lurlean Hunter, in den 70ern mit Ted Buckner, Earl Hines, Clarence Gatemouth Brown und in der Bigband von Illinois Jacquet, mit der er 1987 in Berlin gastierte. Im Bereich des Jazz war er zwischen 1943 und 1987 an 108 Aufnahmesessions beteiligt. In späteren Jahren leitete Rutherford auch eigene Gruppen, mit denen er in New Yorker Nachtclubs wie dem Basie’s auftrat.